# 트랜스 (2020년 영화)
트랜스(Trans)는 대한민국에서 제작된 도내리 감독의 2020년 SF, 스릴러, 판타지, 미스터리 영화이다. 황정인 등이 주연으로 출연하였고 도내리 등이 제작에 참여하였다.

## 출연

### 주연
- 황정인 : 고민영 역
- 윤경호 : 피이태 역
- 김태영 : 나노철 역

### 조연
- 이유빈 : 마태용 역
- 박진수 : 최병구 역
- 이충배 : 박인득 역
- 이영지 : 양미경 역
- 배윤범 : 형사 역
- 권혁미 : 전도사 역

## 제작진
- 프로듀서: 이재호
- 제작실장: 김일안
- 제작부: 임지은
- 촬영부: 박성용
- 촬영부: 유지현
- 촬영부: 최윤섭
- 조명: 이동화
- 조명부: 송명석
- 조명부: 이수혁
- 스크립터: 정솔하
- 동시녹음: 여두혁 (HzS&M)
- 사운드디자인: 표용수
- 미술: 유주오
- 시각효과: 이준희(FLEXStudios)
- 분장: 조채연
- 분장팀: 김희경
- DI: 권윤경
- 미술조감독: 강은정
- 인물조감독: 정솔하
- -콘티: 유윤성
- 발전차: 김연환
- 번역: 엘리스 심